# Hotchkiss M1909
Hotchkiss M1909 je bila prva prava laka strojnica francuskog proizvođača oružja Hotchkiss. Koristi isti plinski mehanizam kao i veći model Hotchkiss M1914. Imala je raširenu uporabu u Prvom svjetskom ratu, a koristila se u vojskama Francuske, Ujedinjenog Kraljevstva i SAD-a. Redizajnirana je 1922. i 1926. godine. Kasniji modeli su izvezeni u Grčku i Južnu Afriku. Do početka Drugog svjetskog rata je povučena iz Francuske i SAD-a, ali je ostala u pričuvama Ujedinjenog Kraljevstva te je korištena za obranu aerodroma i kao protuzrakoplovno oružje na britanskim trgovačkim brodovima.